# 梅街镇
梅街镇，是中华人民共和国安徽省池州市贵池区下辖的一个乡镇级行政单位。

## 行政区划
梅街镇下辖以下地区：
潘桥社区、刘街社区、梅街村、峡川村、桃坡村、铺庄村、乌石村、姚街村、太平村、长垅村、源溪村和和平村。